# Distretto di Matara
Il distretto di Matara è un distretto dello Sri Lanka, situato nella provincia Meridionale e che ha come capoluogo Matara.